# ミュージック・バイキング
ミュージック・バイキングは、朝日放送ラジオ（ABCラジオ）で2009年10月6日からナイターオフ期間（2009年10月- 2010年3月）限定で放送された音楽番組。このページでは、2010年4月6日から2012年9月29日まで放送されていた『上田剛彦のミュージック・バイキング』（うえだたけひこのミュージック・バイキング）も取り上げる。

## 概要

### 『ミュージック・バイキング』（2009年度のナイターオフ期間）
ABCラジオでは長年『ABCミュージック21』『ABCミュージックパラダイス』といった若者を主対象とした音楽の番組を放送したが、2009年春に『ミュージック21』、同夏に『ミューパラ』のうち月曜から木曜の分が終了（金曜のみ『ミューパラアグレッシブ』として継続）した。
それ以来の本格的な音楽番組として放送されるもので、主に団塊世代を対象にした音楽の番組を毎週火曜から木曜の21:15-22:00に送る。曜日代わりの内容となっていた。
- 火曜日『蘇る!ABCホームソング』（出演・赤崎加林）- ABCラジオのオリジナル歌謡「ABCホームソング」を紹介する。
- 水曜日『ビートルズ大全集!!』（出演・柳本篤）- ザ・ビートルズの楽曲を集めて特集する。
- 木曜日『ピカイチ歌謡曲』（出演・藤原正弘）- かつて放送された『大西ユカリのハッスル歌謡曲』と同じように、昭和モダンの漂う歌や昭和時代のアイドルの楽曲にスポットを当てる。

### 『上田剛彦のミュージック・バイキング』（2010年度以降）
ABCラジオでは、2010年度のナイターイン編成（同年4月6日以降）から、当番組を毎週火曜から日曜の21時台に放送する帯番組としてリニューアル。全曜日のパーソナリティをABCアナウンサーの上田剛彦が務めることから、番組のタイトルを『上田剛彦のミュージック・バイキング』に改めた。
リニューアル後は、「バイキング料理のようにジャンル・時代を飛び越えて“おいしい音楽”をお届けする」というコンセプトで番組を編成。日替わりの企画（特定のアーティストに関する特集・来阪したアーティストへのインタビュー・放送日の直後にリリースを予定している注目のアルバムからの収録曲紹介など）や、特定のテーマに関する週替わりの特集を、「上田剛彦のピッキン・アップ!」というタイトルで放送する。また、週末（主に金曜日）のレギュラー放送では、上田の趣味である料理から週末の調理にお勧めのレシピを「WEEKEND TABLE」のコーナーで紹介している（後述の短縮版を放送する場合にはいずれも休止）。
しかしABCラジオでは、2012年10月以降のナイターオフ編成で、当番組の放送枠を『堀江政生のほりナビ!!』（毎週火 - 金曜日19:00 - 21:50に放送するナイターオフ限定の生ワイド番組）の一部に充てることを決定。当番組を、同年9月29日（金曜日）の放送で終了させた。ナイターイン編成においても、2013年度からは、当番組の放送枠を『堀江政生のほりナビ!!』（短縮版）に充てる。

#### ナイターイン編成（3月下旬～9月下旬）
2011年までは、原則として火曜から日曜の21:12 - 22:00に放送。日本プロ野球のナイター中継『ABCフレッシュアップベースボール』明けのクッション（フィラー）番組にも当たるため、21:00から21:25までの間に中継を終了できる場合には、21:37から短縮版（23分）を放送する（この場合、短縮版開始前の時間は朝日放送本社のラジオスタジオから生放送で、当日のスタジオを担当する女性パーソナリティーが試合結果や選手インタビューを伝えたり音楽を掛けるなどして時間調整していた）。なお、21:25を過ぎても中継が続く場合には、当番組を休止した。
なお2012年には、1月7日（土曜日）から土・日曜日に当番組と同じ放送枠で『しもぐち☆雅充の今夜は歌わナイト』を組み込んだ関係で、当番組の放送日を火～金曜日に短縮。ナイターイン編成でも、この放送体制を維持した。ただし、『ABCフレッシュアップベースボール』の中継時間を延長した場合には、引き続き短縮版の放送か休止で対応していた。

#### ナイターオフ編成（10月上旬～翌年3月下旬）
ナイターオフ編成での放送日や放送時間は、放送年度によって異なる。
- 2010年度（2010年10月　- 2011年3月）毎週火～土曜日21:15 - 22:00
  - 日曜日には、同じ放送枠で『どんなんかな?阪大工学部』を編成。
  - 2010年11月11日には、ABCラジオ創立60周年記念特別番組『みんなで60周年 ABCラジオ』の一環として特別版を放送。かつて同局で放送されていた音楽番組『ABCミュージックパラダイス』で上田とコンビを組んでいた渡辺たかねをゲストに迎えたうえで、上田と2人で番組を進行した。
- 2011年度
  - 2011年10月25日　- 2012年1月1日　毎週火～日曜日21:15 - 22:00
  - 2012年1月3日　- 3月29日　毎週火～金曜日21:15 - 22:00
    - 2012年1月7日から12月30日までは、土･日曜日に『しもぐち☆雅充の今夜は歌わナイト』を編成。